# アレクサンドル・イプシランティ

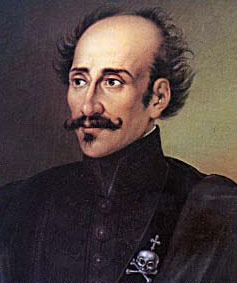
アレクサンドル・イプシランチ

アレクサンドル・イプシランティまたはアレクサンドル・イプシランティス（ロシア語 Александр Константинович Ипсиланти、ギリシャ語 Αλέξανδρος Υψηλάντης、ルーマニア語 Alexandru Ipsilanti、英語 Alexander Ypsilantis、Ypsilanti、または Alexandros Ypsilantis、1792年12月12日 - 1828年1月31日）は、帝政ロシアの軍人。少将。秘密結社「フィリキ・エテリア」の指導者として、1821年のギリシャ独立戦争に参加した。イプシランディスとも表記される。
コンスタンチノープル出身。1806年、両親と共にロシアに移住し、キエフに定住した。1808年、ロシア帝国軍に入隊。1812年、クリャスツィ及びポロツク会戦に参加。1813年、中佐としてバウツェン及びドレスデン会戦に参加し、右腕を負傷した。この時の功績によって、金製の武器を授与され、大佐に昇進した。1816年にアレクサンドル1世の副官、1817年から第1軽騎兵師団の旅団長となる。
1820年4月、ギリシアの独立をめざす秘密結社「フィリキ・エテリア」に加入する。フィリキ・エテリアは先代のニコラオス・スクファスが死んだ後の指導者を求めていた。エテリアの重鎮であったエマニュエル・クサントスは、自由主義者で軍事的実績もあるイプシランティに注目し、指導者として推挙する。イプシランティの元でフィリキ・エテリアは独立戦争の計画を進めた。イプシランティは1821年2月〜3月、バルカン諸民族の対トルコ蜂起を扇動するためにヤシに赴く。ギリシア人に檄文を飛ばし、反乱軍を組織し、3月6日にロシアとトルコの国境であるプルト川を渡り反乱を開始した。3月23日、イプシランティの軍勢はペロポネソス半島南部のカラマタを支配下におさめた。同時に半島各地で呼応した決起が続き、これを記念して3月25日がギリシアの独立記念日となっている。さらにマケドニア、クレタ島、キプロスなどでの反乱を主導し、ギリシア各地がオスマン帝国の支配下を離れて独立状態に至った。
さらにイプシランティはモルドバに向かい、1821年〜1829年のギリシア民族解放革命（汎ギリシャ主義）の契機となるモルドバ蜂起を指揮した。しかし1821年7月、イプシランティの部隊はドラガシャニ付近でトルコ軍に撃破され、彼自身はオーストリア帝国に逃亡し刑務所に入れられた。
1827年、ロシアが干渉しイプシランティは釈放されたものの、翌年に死亡している。